# ル・ヴィジラン (原子力潜水艦)
ル・ヴィジラン（フランス語：Le Vigilant, S 618）は、フランス海軍の原子力潜水艦。ル・トリオンファン級原子力潜水艦の3番艦。艦名は用心を意味するフランス語から。この名を受け継いだ艦としては29代目にあたる。

## 艦歴
「ル・ヴィジラン」は、DCNシェルブール工廠で1996年1月に起工、2003年9月19日進水、2004年11月26日に就役しロング島基地に配備された。
2004年7月1日からイギリス海軍HMS ヴィジラント S30と提携関係を結ぶ。
就役当初は潜水艦発射弾道ミサイルとしてM45を搭載していたが、2024年現在はM51.1へ換装されている。